# Оуен Чембърлейн
Вижте пояснителната страница за други личности с името Чембърлейн.
Оуен Чембърлейн (на английски: Owen Chamberlain) е американски физик, носител на Нобелова награда за физика за 1959 година заедно с Емилио Сегре за откритието на антипротона.

## Биография
Роден е на 10 юли 1920 година в Сан Франциско, Калифорния. Учи в Калифорнийския университет в Бъркли и по-късно се присъединява към проекта Манхатън в Лос Аламос, Ню Мексико. Жени се през 1943 г. и има 4 деца. След войната, през 1946 г., започва работа под ръководството на Енрико Ферми и през 1949 г. защитава докторска дисертация в Чикагския университет. През 1955 г. заедно със Сегре открива антипротона.
Известен е също и с активната си политическа дейност за каузите на мира и социалната справедливост.
През 1985 година е диагностициран с болестта на Паркинсон и се пенсионира през 1989 г. Умира от усложнения на болестта на 28 февруари 2006 година в Бъркли.